# Remy Bonjasky
Remy Kenneth Bonjasky (n. 10 ianuarie 1976, Paramaribo, Surinam) este un luptător neerlandez de Muay Thai și triplu câștigător al circuitului de lupte K-1. Este celebru datorită defensivei excelente, loviturilor puternice de picior și de genunchi. Măsoară 1,93 m și 110 kg.

## Titluri
- Campion K-1 World GP 2008
- Campion K-1 World GP 2004
- Campion K-1 World GP 2003
- Campion K-1 World GP 2003 în Las Vegas
- Campion WPKA World Super Heavyweight Muay Thai 1999
- Finalist KO Power Tournament 1998
- Campion IPMTF European Super Heavyweight 1998